# Park Il-gyu
Park Il-gyu (박일규?, 朴一圭?; Saitama, 22 dicembre 1989) è un calciatore sudcoreano naturalizzato giapponese, portiere degli Yokohama F·Marinos.

## Palmarès

### Club

#### Competizioni nazionali
- J3 League: 1

FC Ryūkyū: 2018
- Campionato giapponese: 1

Yokohama F·Marinos: 2019